# 2790 Needham
2790 Needham (1965 UU1) là một tiểu hành tinh vành đai chính được phát hiện ngày 19 tháng 10 năm 1965 bởi Đài thiên văn Tử Kim Sơn ở Nanking.